# Karl von Wiedebach und Nostitz-Jänkendorf

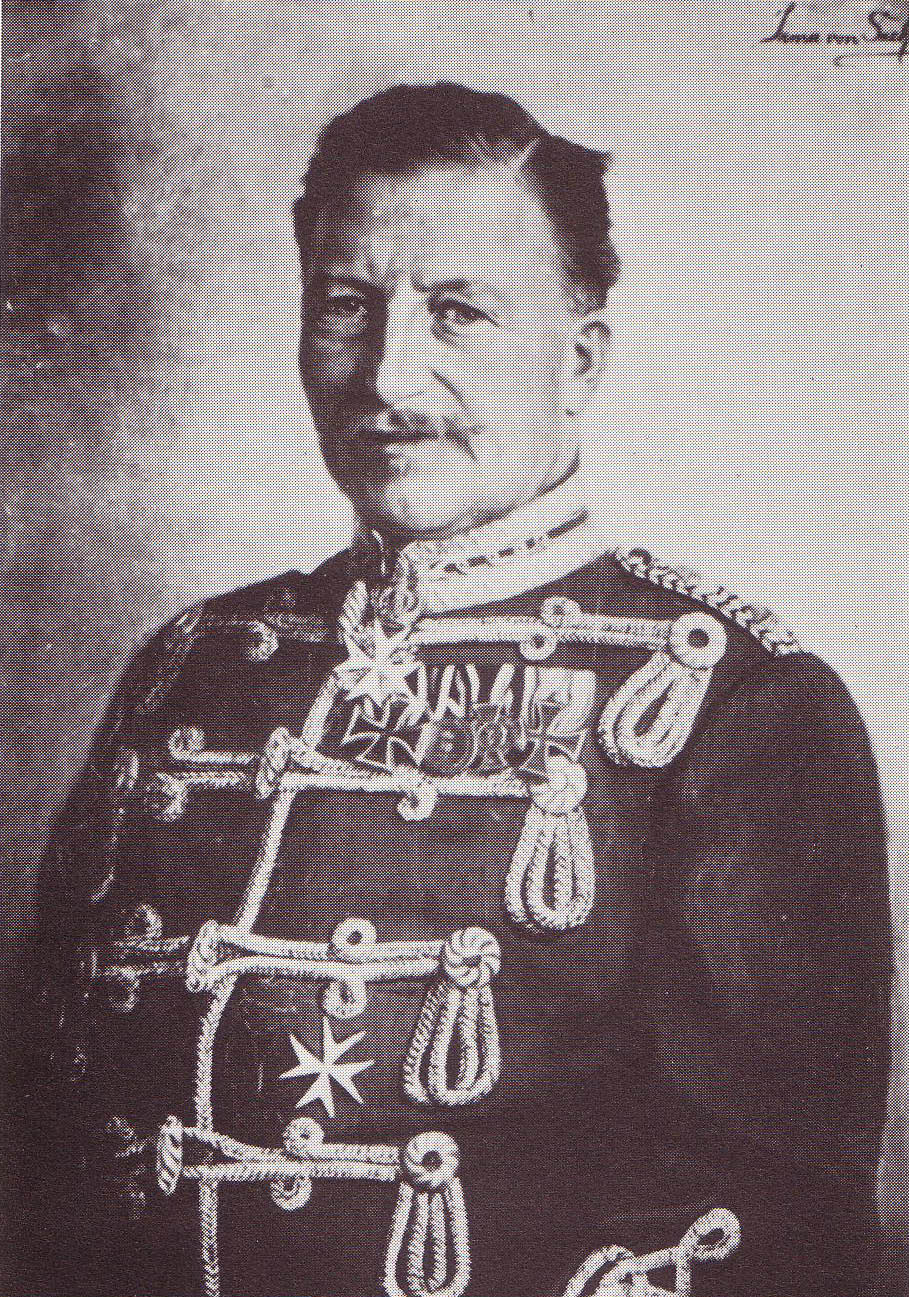
Karl von Wiedebach u. Nostitz-Jänkendorf

Karl Gottlieb von Wiedebach und Nostitz-Jänkendorf (* 18. April 1844 in Arnsdorf, Landkreis Görlitz, Oberlausitz; † 24. Oktober 1910 in Görlitz) war Landeshauptmann des preußischen Markgraftums Oberlausitz und Politiker.

## Familie
Er entstammte dem alten Lausitzer Adelsgeschlecht derer von Wiedebach, das mit Bartoldus de Widebache im Jahr 1232 urkundlich erstmals erwähnt ist, und war der Sohn des Gutsbesitzers und Landesältesten Karl von Wiedebach und Nostitz-Jänkendorf (1810–1873) und der Anna Juliane Freiin von Ungern-Sternberg (1818–1900), die als Kirchenmitglied überregional hohes Ansehen genoss. Vater Karl erreichte am 6. August 1834 für sich und seine Nachkommen die Namen- und Wappenvereinigung mit „von Nostitz und Jänkendorf“. Die Eltern setzten sich aktiv für das Kirchenpatronat und für die Ausstattung der Dorfkirche St. Katharinen ein.
Wiedebach heiratete am 12. Juni 1872 auf Gut Mansbach bei Hohenroda (Hessen) Marie von und zu Mansbach (* 21. November 1851 in Berlin; † 17. Oktober 1928 in Görlitz), die Tochter des königlich schwedischen Kammerherrn Adalbert von und zu Mansbach, Gutsherr auf Bodenhausen, und der Helene von Motz. Das Eheparr hatte die Tochter Anna (1878–1961) blieb unvermählt, sie war Johanniter-Schwester und lebte zuletzt in Rostock. Der ältere Sohn Karl (1873–1918) schlug eine juristische Laufbahn ein und gründete mit Alice von Seydewitz eine Familie, Tochter Ingeborg, verheiratete von Freifrau von Ungern-Sternberg. Karl von Wiedebach-Nostitz starb als Hauptmann der Landwehr im Krieg. Er war auch Fideikommissherr auf Wiesa und Thiemendorf. Diese Begüterungen übernahm dann sein jüngerer Bruder Harry von Wiedebach-Nostitz (1883–1957). Seine Ehefrau wurde Annemarie von Cleve, sie hatten sechs Kinder. Wie der Vater war Harry Rechtsritter des Johanniterordens.
Ein jüngerer Bruder war der Landeshauptmann Paul von Wiedebach und Nostitz-Jänkendorf (1848–1923). Der Bruder Harry von Wiedebach-Nostitz (1853–1879) starb früh als Leutnant.

## Leben
Wiedebach war königlich preußischer Rittmeister, Fideikommissherr auf Wiesa und Thiemendorf, mit seinem Bruder Kurt von Wiedebach und Nostitz-Jänkendorf (1851–1906) Mitherr auf Beitzsch und Grötzsch, Kreis Guben, Niederlausitz, Landeshauptmann des preußischen Markgraftums Oberlausitz, Mitglied des Preußischen Herrenhauses auf Lebenszeit sowie Rechtsritter des Johanniterordens. Des Weiteren zeichnete Karl von Wiedebach zuständig für das Kreditinstitut der Ober- und Nieder-Lausitz, in der Dienststellung eines Hauptritterschaftsdirektors, mit Bezug zum Kur- und Neumärkischen Ritterschaftlichen Kreditinstitut.